# Штурмовые отряды
Штурмовы́е отря́ды (нем. Sturmabteilung), сокращённо SA, штурмовики́; также «коричневоруба́шечники» (по аналогии с итальянскими «чернорубашечниками») — боевая организация Национал-социалистической немецкой рабочей партии (НСДАП) в Германии.

## История
Созданы 3 августа 1921 года на базе некоторых подразделений «Добровольческого корпуса». 4 ноября 1921 года получили название «Штурмовых отрядов». После «пивного путча» в 1923 году были запрещены, но продолжали действовать под другим названием. Вновь легализованы в 1925 году. Руководители СА на местах постоянно вступали в конфликт с руководством НСДАП, что в 1930 году вылилось в «мятеж Штеннеса», после которого Гитлер лично возглавил штурмовые отряды, став Верховным фюрером СА (оставался им до 1945 года).
Штурмовые отряды сыграли решающую роль при подъёме национал-социалистов. После прихода НСДАП к власти штурмовые отряды короткое время имели статус вспомогательной полиции, но после лета 1934 года (так называемая «ночь длинных ножей», когда руководство СА во главе с Эрнстом Рёмом было уничтожено) они потеряли значение, и главной боевой организацией НСДАП стала СС.
Основными функциями СА после 1934 года были:
- пропаганда;
- допризывная и послепризывная подготовка (SA-Wehrmannschaft);
- гражданская оборона и ликвидация последствий чрезвычайных ситуаций;
- организация трудовой повинности населения.

В отличие от СС, СА не имели своих войск, но имели морские части (SA-Marine) благодаря давним связям с флотом.
Из членов СА формировались части СС «Мёртвая голова» (занимались охраной концлагерей), а также дивизия СС «Хорст Вессель» (на её петлицах был изображён символ СА). Кроме того, гражданская администрация на оккупированных территориях формировалась в основном из членов СА. СА были основной ударной силой погромов «Хрустальной ночи».
Отряды СА, сильно сократившиеся численно, просуществовали до 1945 года, причём до 1943 года их возглавлял назначенный Гитлером и участвовавший в чистке Виктор Лютце, а после его гибели в автомобильной катастрофе — Вильгельм Шепман (к этому времени штурмовики уже не играли никакой роли в политике). Возможно, именно поэтому Нюрнбергский процесс не признал СА (в отличие от СС) преступной организацией.
В 1939-1945 годах вооружённые формирования СА активно использовались против партизанского движения на территории Польши и Югославии.
При покровительстве А. Розенберга крупные функционеры СА нередко назначались на руководящие должности на оккупированных восточных территориях, в особенности в Рейхскомиссариате Украина.
Законом союзнического Контрольного совета в Германии № 2 от 10 октября 1945 года СА вместе с НСДАП и другими связанными с этой партией организациями были запрещены, их имущество конфисковано.

## Организационная структура

Принципиальная схема организации СА

До 1931 года все штурмовые отряды в совокупности состояли из нескольких гау (примерно соответствовали дивизиям в армии), каждое гау — из нескольких бригад (brigade), каждая бригада — из нескольких полков (regiment), каждый полк — из несколько батальонов (staffel), каждый батальон — из нескольких сотен (hundert) (примерно соответствовали ротам в армии), каждая сотня — из несколько взводов (zug), каждый взвод — из нескольких отделений (gruppe).
С 1931 года гау стали называться группами, а бригады — подгруппами. Подгруппы состояли из штандартов во главе с штандартенфюрерами (standartenführer), каждый штандарт состоял из 3 штурмбаннов (sturmbann) во главе с штурмбаннфюрерами (sturmbannführer), каждый штурмбанн из 2 штурмов (sturm) во главе с штурмфюрерами (sturmführer), каждый штурм из 3-5 труппов (trupp) во главе с труппфюрерами (truppführer), каждый трупп из 3-6 шаров (schar) во главе с шарфюрерами (scharführer).

## Верховные руководители СА

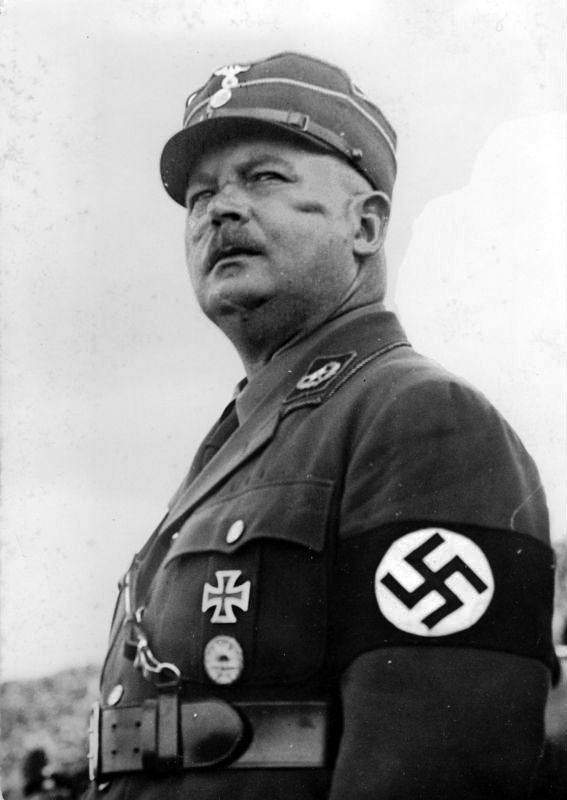
Эрнст Рём, начальник штаба СА, 1934 год

Верховные руководители СА (нем. Oberste SA-Führer):
- Эмиль Морис (1920—1921)
- Ганс Ульрих Клинч (1921—1923)
- Герман Геринг (1923)
- Нет (1923—1925) СА расформированы
- Франц Пфеффер фон Саломон (1926—1930)
- Адольф Гитлер (1930—1945)[9]

Чтобы обеспечить лояльность СА, Гитлер персонально возглавил организацию в 1930 году и оставался Верховным руководителем СА (Oberster SA-Führer) до конца нацистской Германии. После 1931 года Начальник штаба СА (Stabschef), например, Эрнст Рём, осуществлял непосредственное руководство СА.

## Начальники штаба СА
После создания должности в 1929, Начальник штаба СА (нем. Stabschef) осуществлял непосредственное руководство СА.
- Отто Вагенер (1929—1931)
- Эрнст Рём (1931—1934)
- Виктор Лютце (1934—1943)
- Макс Юттнер (и. о., 1943)
- Вильгельм Шепманн (1943—1945)[9]

Вагенер имел должность Начальника штаба СА, звание было создано Эрнстом Рёмом. Лютце наследовал Рёму после его убийства. Шепманн стал преемником Лютце после его гибели в автокатастрофе.

## Униформа
По одной из версий, после Первой мировой войны Германия утратила свои африканские колонии и на складах залежалось большое количество новой тропической униформы, которую и скупил по дешёвке Геринг для создаваемых штурмовых отрядов С тех пор коричневый цвет формы СА прочно ассоциируется с нацизмом.
До начала 1930-х гг. форма состояла из кепи, рубашки, галстука, брюк и ботинок, и была удобной прежде всего для уличных боёв. После того, как СА возглавил Эрнст Рём, для высших руководителей СА, а затем и для всего офицерского состава начинает вводиться униформа, напоминающая по покрою военную, однако окончательно такая форма входит в обиход лишь после «Ночи длинных ножей».
Ношение огнестрельного оружия членам СА было запрещено, за исключением подразделений, исполнявших после прихода к власти нацистов полицейские (охрана концлагерей и патруль) и другие специальные функции. С 1933 г. обязательной принадлежностью формы был кинжал СА, который члены СА покупали за свои деньги; существовала наградная версия данного кинжала.

## Чины и знаки различия СА
Наиболее ранняя система званий в СА, существовавшая в 1920-е гг., была довольно простой и насчитывала всего 7 рангов, которые различались по количеству полос на повязке (рядовые члены — без полосы, младший командный состав — от 1 до 3 белых полос, старший командный состав — от 1 до 3 полос). В конце 1920-х гг. появились знаки различия на петлицах (четырёхконечные звёзды в сочетании с нашивками и дубовыми листьями), заимствованные в модифицированном виде у конкурентов СА — организации «Стальной шлем».
Специальные и воинские звания СС (группенфюрер, штурмбаннфюрер, штандартенфюрер и т. п.) первоначально появились в СА и в несколько модифицированном виде были заимствованы эсэсовцами.
В отличие от СС, петлицы (а также верхняя часть кепи) имели разные цвета (жёлтый, чёрный, голубой и т. д.) в зависимости от региона (группы). В 1932 г. происходит усложнение знаков различия в связи с увеличением числа регионов (групп), см. en:Uniforms and insignia of the Sturmabteilung: от региона также стал зависеть цвет звёзд, окантовки петлиц и материала для погон (различные сочетания золотистого и серебристого, у Главного штаба СА — только золотистый цвет). На петлицах младшего состава помещался также номер подразделения.
От ранга зависела также окантовка вдоль воротника рубашки: тонкий чёрно-белый или цветной шнур (нижние чины), толстый чёрно-белый или цветной шнур (от шарфюреров до штурмфюреров), сплошной серебристый или золотистый шнур (более высокие звания), золотой шнур (начальник штаба). Кители (с 1930-х гг.) известны в модификациях как со шнуром вдоль воротника, так и без шнура (поздние версии).
Члены Главного штаба носили красные знаки различия. На петлицах Начальника штаба Рёма была изображена шестиконечная звезда в венке (после его убийства заменена на три дубовых листа в венке).
В 1938 г. происходит постепенная (до конца 1939 г.) замена региональных цветов СА на цвета по специальностям (en:Corps colours of the Sturmabteilung, аналогичные армейским цветам вермахта, например, чёрные для инженерно-сапёрных частей, жёлтые для связистов и журналистов, и т. д.); при этим высшие чины СА по-прежнему носили красные петлицы и подкладки под погонами, а офицеры Высшего руководства СА (OSAF) — бордовые. Моторизованные и лётные части СА были переданы в состав НСКК и НСФК соответственно.
Помимо петлиц и погон, в СА существовали дополнительные знаки различия в виде количества полос на повязке (до середины 1930-х гг.) и нашивок в виде полос вдоль обшлага (сохранялись до конца войны). В СС аналогичные дополнительные знаки различия использовались только до их отделения от СА в 1934 г.
Хотя звания СА были формально приравнены к званиям других организаций и ведомств, они крайне низко котировались в нацистской Германии даже в период могущества Эрнста Рёма; при переводе в другие ведомства члены СА обычно опускались на много рангов ниже. Некоторый «паритет званий» существовал с Министерством оккупированных восточных территорий (с началом войны против СССР ряд высших чинов СА заняли должности чиновников министерства, вплоть до окружных комиссаров).
| Штурмовые отряды (СА)                                         | Германский Вермахт | Германский Вермахт                               | Германский Вермахт                       | СС                                                |
| Штурмовые отряды (СА)                                         | Германский CB (Хеер) | Германские ВВС (Люфтваффе)                       | Германский флот (Кригсмарине)            | СС                                                |
| ------------------------------------------------------------- | --- | ------------------------------------------------ | ---------------------------------------- | ------------------------------------------------- |
| Манн СА                                                       | - Солдат (pядовой: н.п. стрелок, гренадер, канонир …) - Обер-солдат (старший pядовой: н.п. Обер-стрелок, Обер-гренадер, Обер-канонир …) | Флигер (Рядовой ВВС)                             | Матрос                                   | - Манн СС / Шутце СС - Оберманн СС / Обершутце СС |
| Штурмманн СА                                                  | Ефрейтор | Ефрейтор                                         | Матрозен-ефрейтор                        | Штурмманн СС                                      |
| Роттенфюрер СА                                                | Обер-ефрейтор | Обер-ефрейтор                                    | Матрозен-обер-ефрейтор                   | Роттенфюрер СС                                    |
| соответствия в СА нет                                         | - | Гаупт-ефрейтор                                   | Матрозен-гаупт-ефрейтор                  |                                                   |
| соответствия в СА нет                                         | Штабс-ефрейтор | Штабс-ефрейтор                                   | Матрозен-штабс-ефрейтор                  |                                                   |
| соответствия в СА нет                                         | - | -                                                | Матрозен-oбер-штабс-ефрейтор             |                                                   |
|                                                               | |                                                  |                                          |                                                   |
| Шарфюрер СА                                                   | Унтер-офицер, Фанен-юнкер-унтер-офицер                                                                                                  | Унтер-офицер, Фанен-юнкер-унтер-офицер           | Маат                                     | Унтершарфюрер СС                                  |
| Обершарфюрер СА                                               | Унтер-фельдфебель, Фанен-юнкер-унтер-фельдфебель                                                                                        | Унтер-фельдфебель, Фанен-юнкер-унтер-фельдфебель | Обер-маат                                | Шарфюрер СС                                       |
| Труппфюрер СА                                                 | Фельдфебель, Фанен-юнкер-фельдфебель | Фельдфебель, Фанен-юнкер-фельдфебель             | - Боцман - Фенрих цур зее - Штабс-боцман | Обершарфюрер СС                                   |
| Обертруппфюрер СА                                             | Обер-фельдфебель, Фанен-юнкер-oбер-фельдфебель                                                                                          | Обер-фельдфебель, Фанен-юнкер-oбер-фельдфебель   | - Обер-боцман - Обер-Фенрих цур зее      | Гауптшарфюрер СС                                  |
| Гаупттруппфюрер СА                                            | Штабс-фельдфебель, Фанен-юнкер-штабс-фельдфебель                                                                                        | Штабс-фельдфебель, Фанен-юнкер-штабс-фельдфебель | Штабс-oбер-боцман                        | Штурмшарфюрер СС                                  |
|                                                               | |                                                  |                                          |                                                   |
| Штурмфюрер СА                                                 | Лейтенант | Лейтенант                                        | Лейтенант цур зее                        | Унтерштурмфюрер СС                                |
| Оберштурмфюрер СА                                             | Обер-лейтенант | Обер-лейтенант                                   | Обер-лейтенант цур зее                   | Оберштурмфюрер СС                                 |
| Гауптштурмфюрер СА (с 1939)                                   | Гауптман / Ротмистр | Гауптман                                         | Капитан-лейтенант                        | Гауптштурмфюрер СС                                |
| Штурмбаннфюрер СА                                             | Майор | Майор                                            | Корветтен-капитан                        | Штурмбаннфюрер СС                                 |
| Оберштурмбаннфюрер СА                                         | Оберст-лейтенант | Оберст-лейтенант                                 | Фрегаттен-капитан                        | Оберштурмбаннфюрер СС                             |
| Штандартенфюрер СА                                            | Оберст | Оберст                                           | Капитан цур зее                          | Штандартенфюрер СС                                |
| Оберфюрер СА                                                  | соответствия в вермахте нет | соответствия в вермахте нет                      | Коммодор                                 | Оберфюрер СС                                      |
|                                                               | |                                                  |                                          |                                                   |
| Бригадефюрер СА                                               | Генерал-майор | Генерал-майор                                    | Контр-адмирал                            | Бригадефюрер СС                                   |
| Группенфюрер СА                                               | Генерал-лейтенант | Генерал-лейтенант                                | Вице-адмирал                             | Группенфюрер СС                                   |
| Обергруппенфюрер СА                                           | Генерал войск (CB) | Генерал войск (ВВС)                              | Адмирал                                  | Обергруппенфюрер СС                               |
| соответствий в СА нет                                         | Генерал-оберст | Генерал-оберст                                   | Генерал-адмирал                          | Оберстгруппенфюрер СС                             |
| Начальник штаба СА                                            | Генерал-фельдмаршал | Генерал-фельдмаршал                              | Гросс-адмирал                            | Рейхсфюрер СС                                     |
| -                                                             | Рейхсмаршал | Рейхсмаршал                                      | Рейхсмаршал                              |                                                   |
| Верховный вождь СА (и фюрер Германского рейхa, Адольф Гитлер) | |                                                  |                                          |                                                   |

## Кинжал СА
Кинжал СА, нем. SA-Dienstdolch — личное оружие штурмовиков.

## Изображения

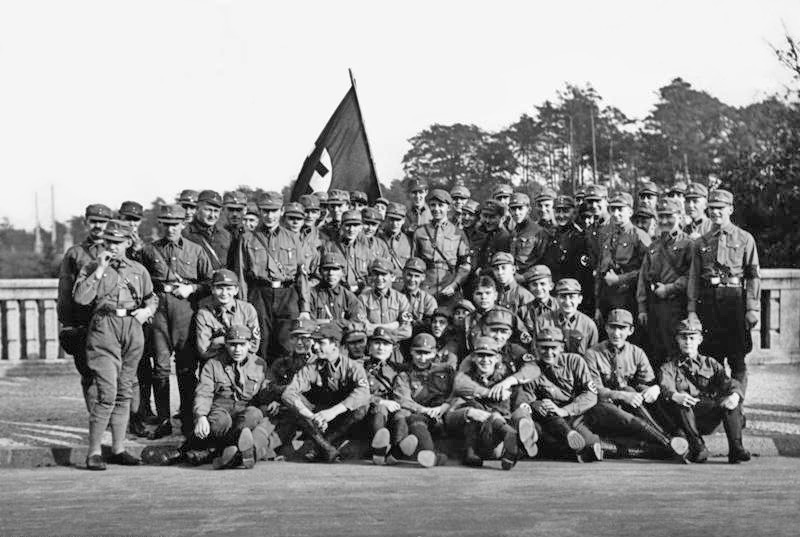
34-й штурм СА в Берлине под командованием Хорста Весселя, 1929 г.
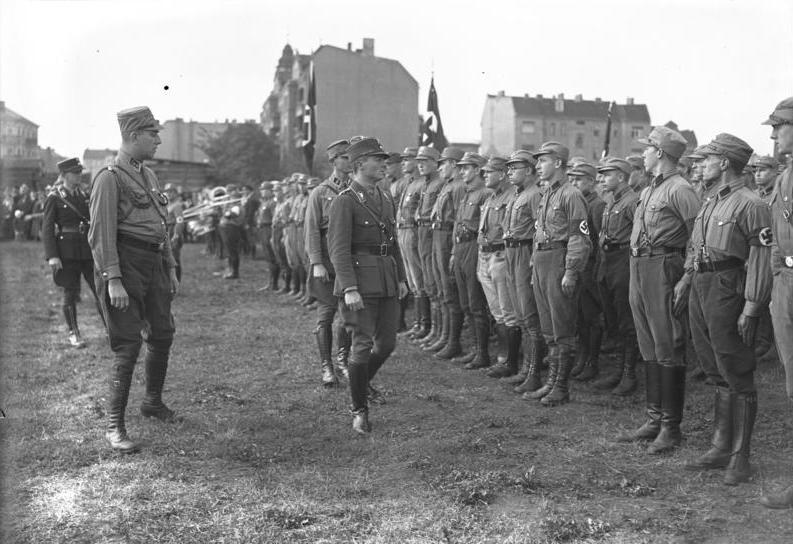
Оберфюрер Карл Эрнст проводит смотр подразделений СА в Берлине, 1932 г.
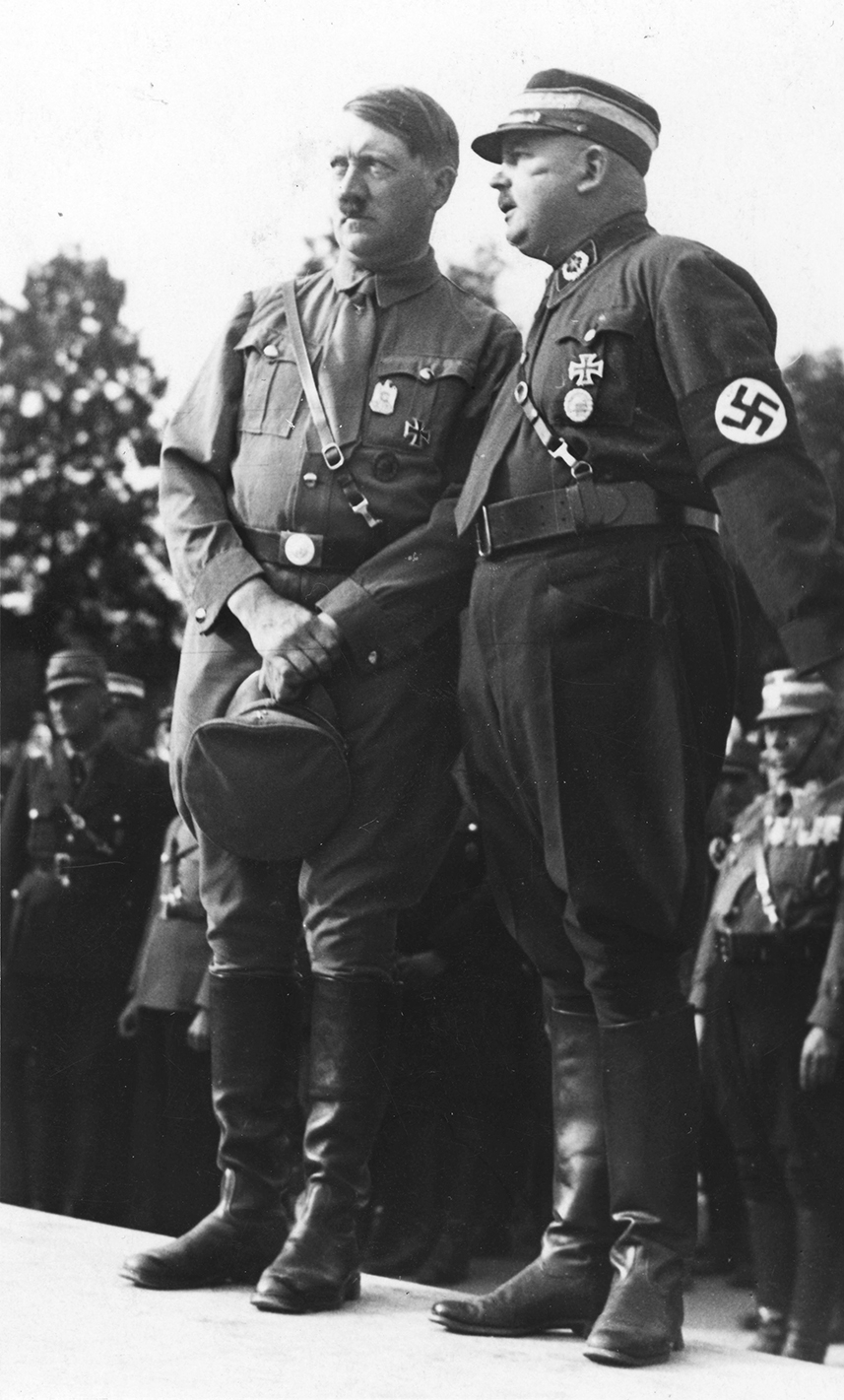
Адольф Гитлер и Эрнст Рём беседуют на марше подразделений СА в Нюрнберге, 1933 г.
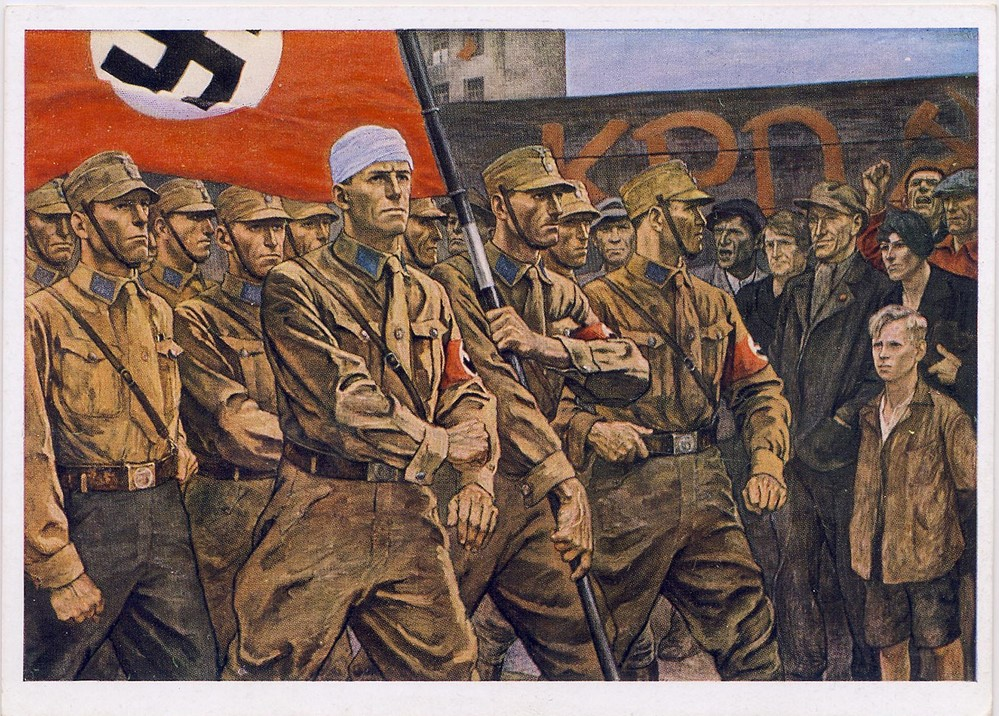
Картина художника Вильгельма Эмиля "Элька" Эбера – "So war die SA.", 1938 г.
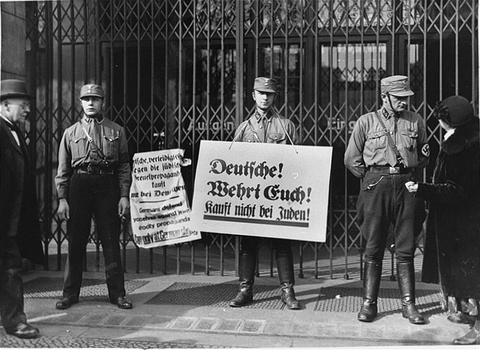
Члены СА в Берлине призывают бойкотировать торговлю евреев, 1933 г.
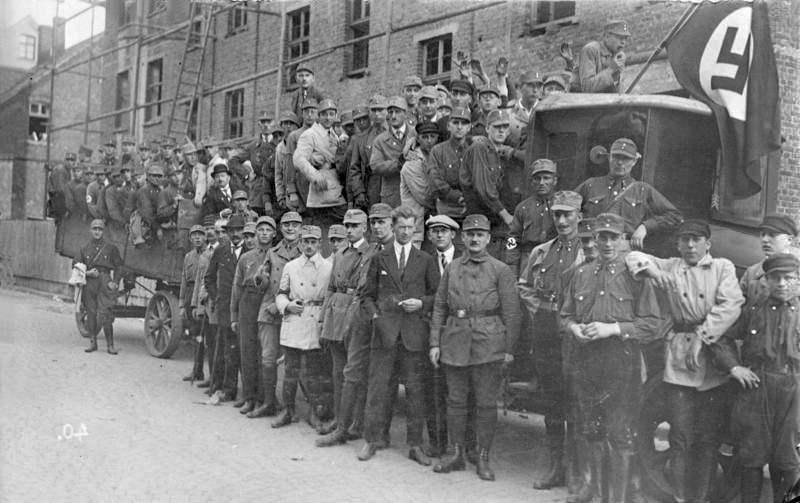
Члены подразделения СА из Эссена в новой униформе, 1926 г.
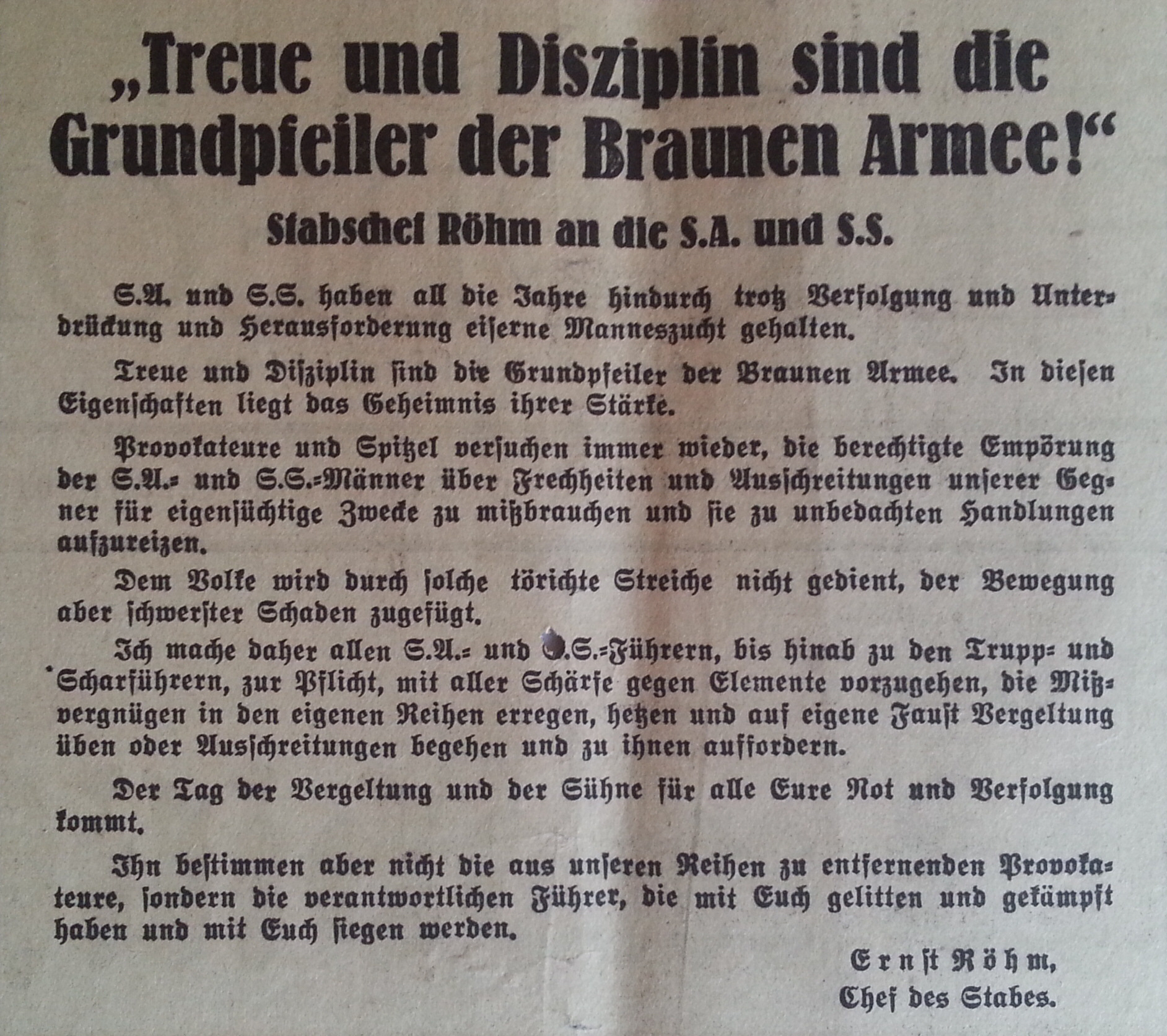
Призывная статья Рёма о «Лояльности и дисциплине» в рядах СА и СС, газета «Фёлькишер Беобахтер», от 25 и 26 февраля 1933 г.
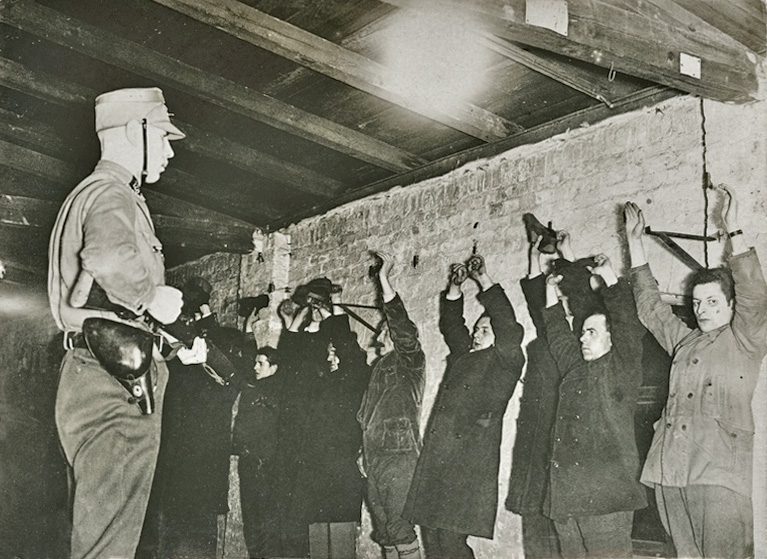
Бойцы СА в Берлине арестовали группу коммунистов 6 марта 1933 года, на следующий день после выборов в Рейхстаг.
Боец штандарта СА "Густав Цункель".
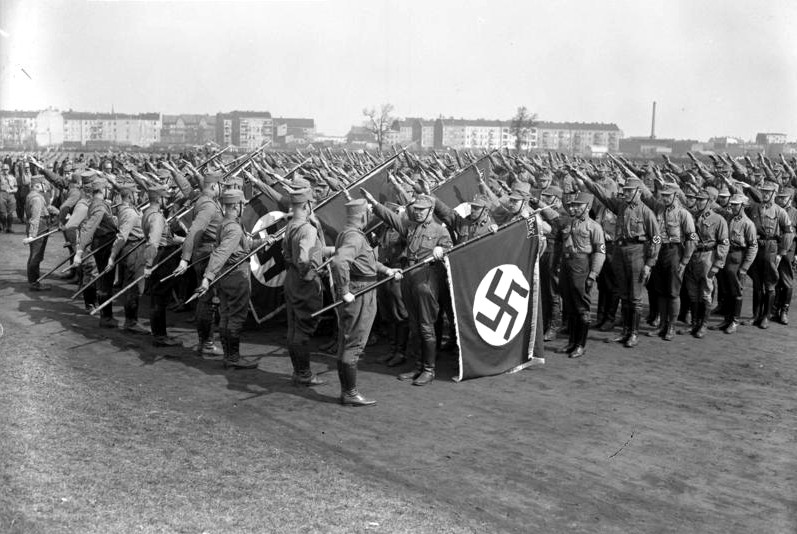
Освящение знамён СА на Темпельхоферском поле в Берлине, 1933 г.
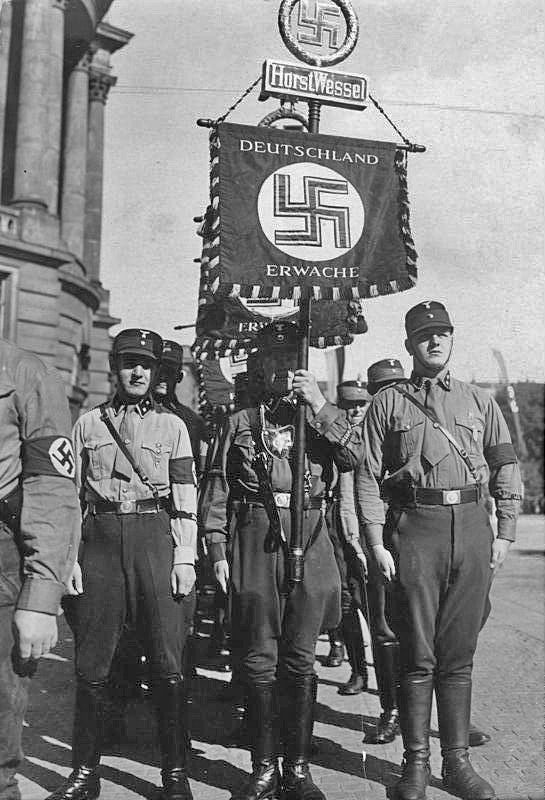
Колонна бойцов штандарта СА "Хорст Вессель". Берлин, 1933 г.
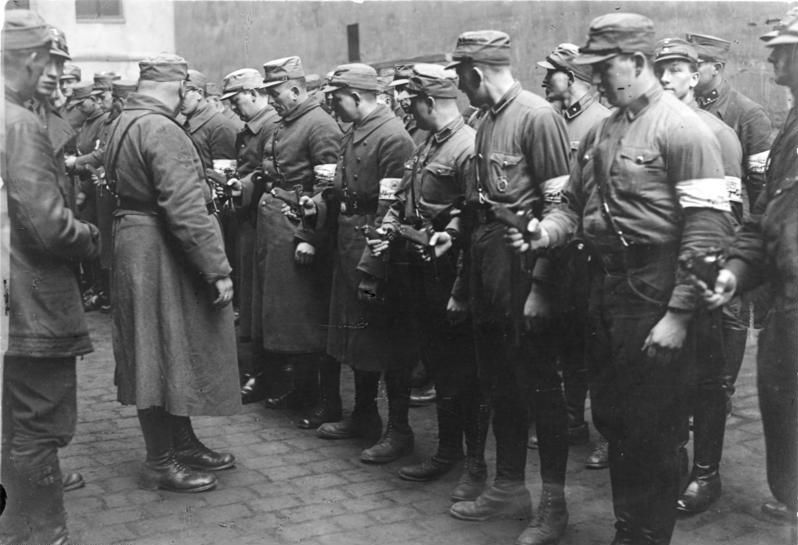
Строй бойцов СА в качестве Вспомогательной полиции. Берлин, 1933 г.
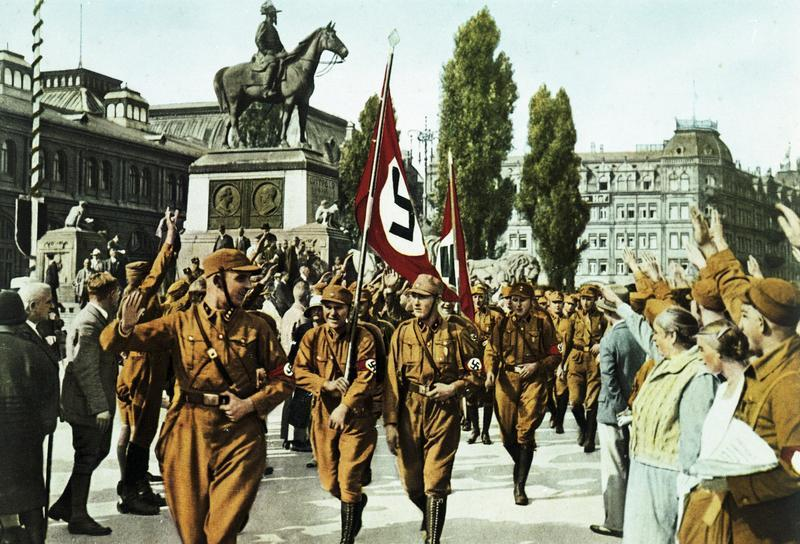
Бойцы СА во главе с Хорстом Весселем маршируют по улицам Нюрнберга, 1929 г.
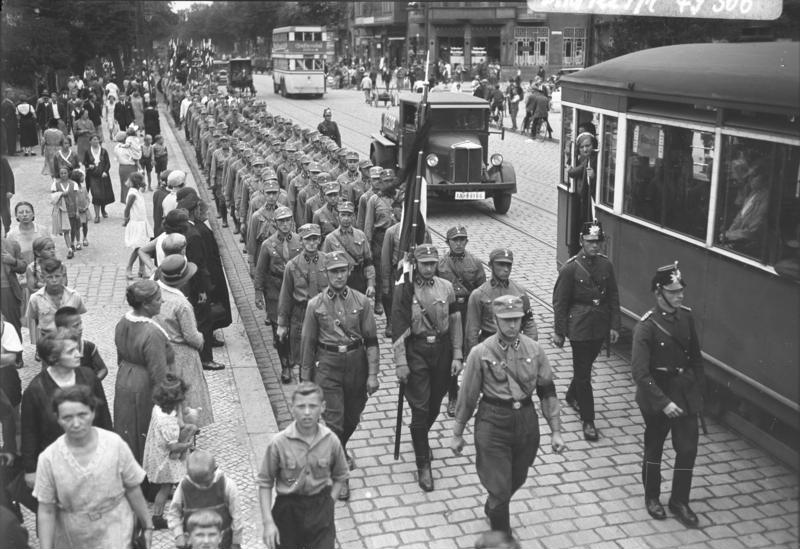
Колонна бойцов СА марширует по улицам округа Шпандау. Берлин, 1932 г.
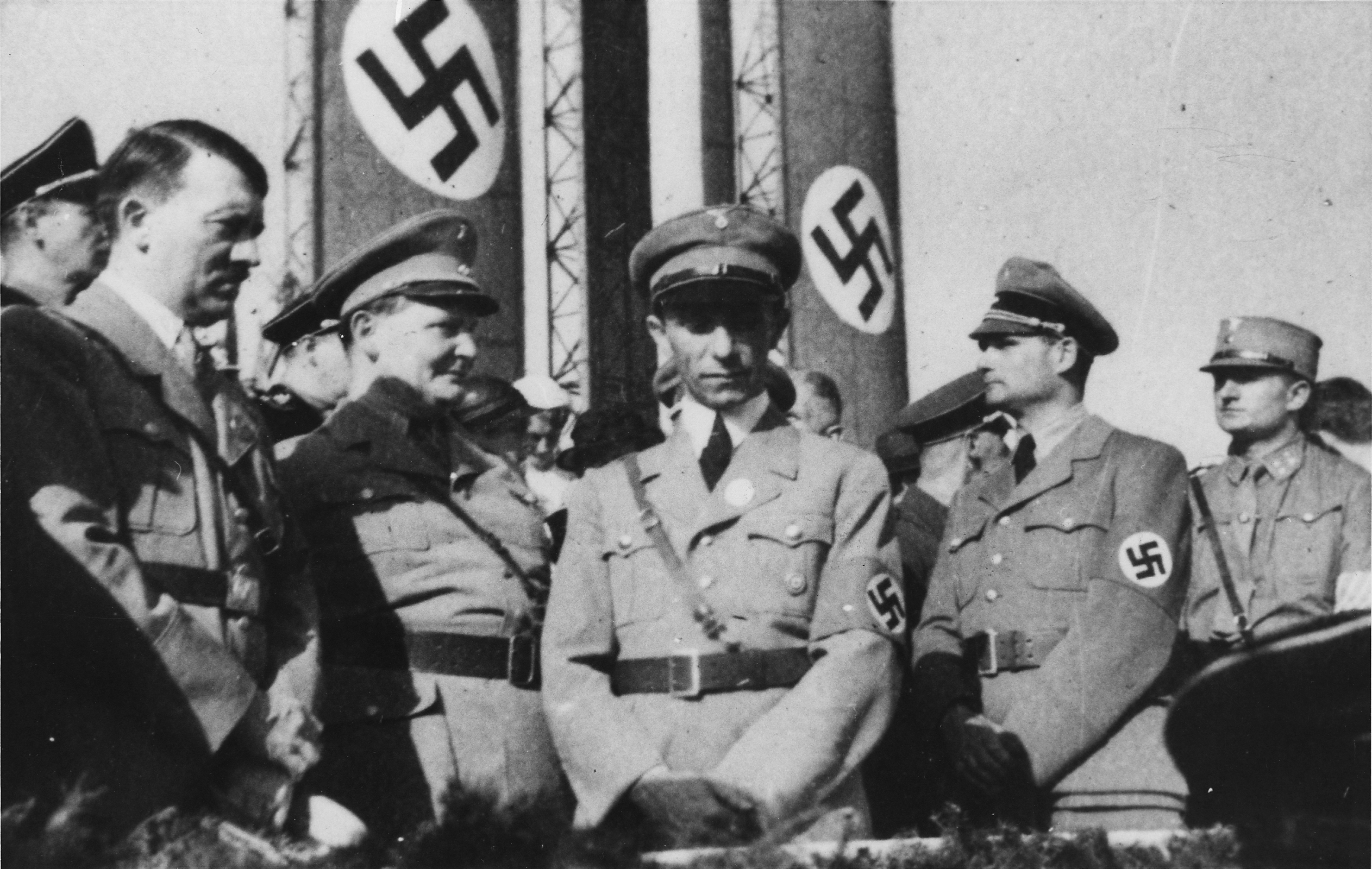
Адольф Гитлер и его ближайшие соратники
Флаг СА (Штурмабтайлунг)
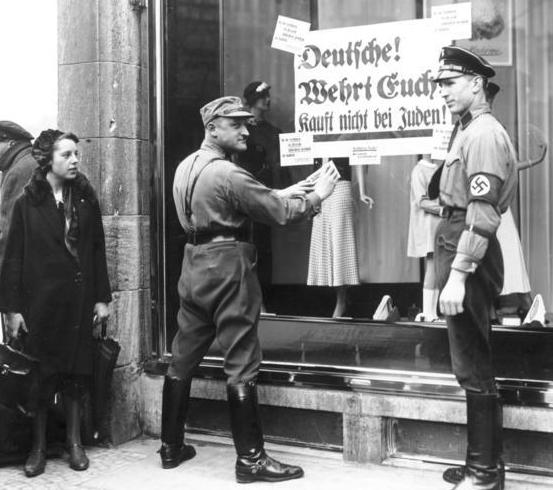
Бойцы СА во время бойкота еврейских магазинов 1 апреля 1933 года в Берлине.
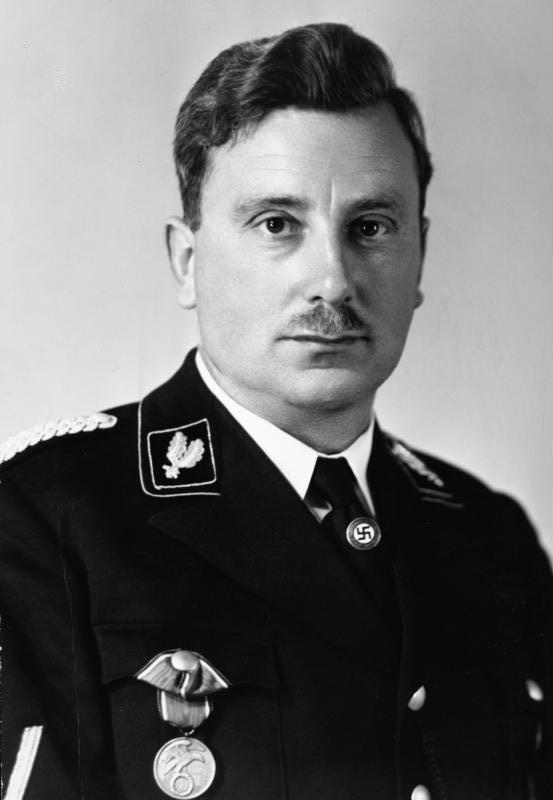
Эмиль Морис первый Верховный вождь СА, с 1920 по 1921 год, на фото представленный в униформе Оберфюрера СС (недатированная фотография, вероятно, между 1934 и 1937).
Демонстрация национал-социалистов в Нюрнберге. Гитлер приветствует проходящих членов СА. 1935 г.
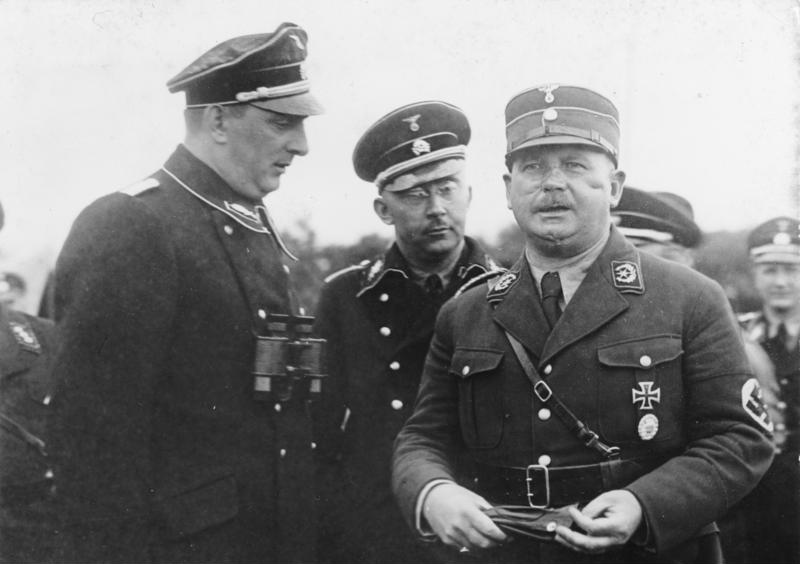
Эрнст Рём (справа) в компании с Генрихом Гиммлером (в центре) и Куртом Далюге (слева). Август 1933 г.
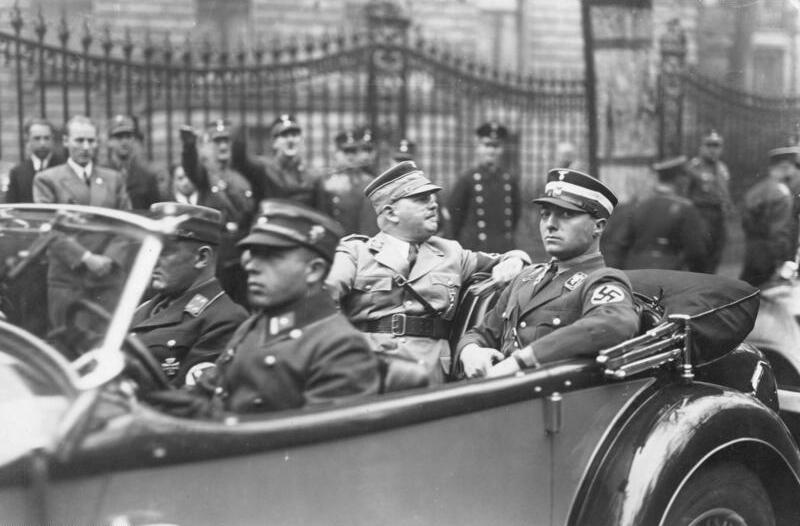
Эрнст Рём в Берлине в 1933 году (слева) вместе с Карлом Эрнстом (справа)
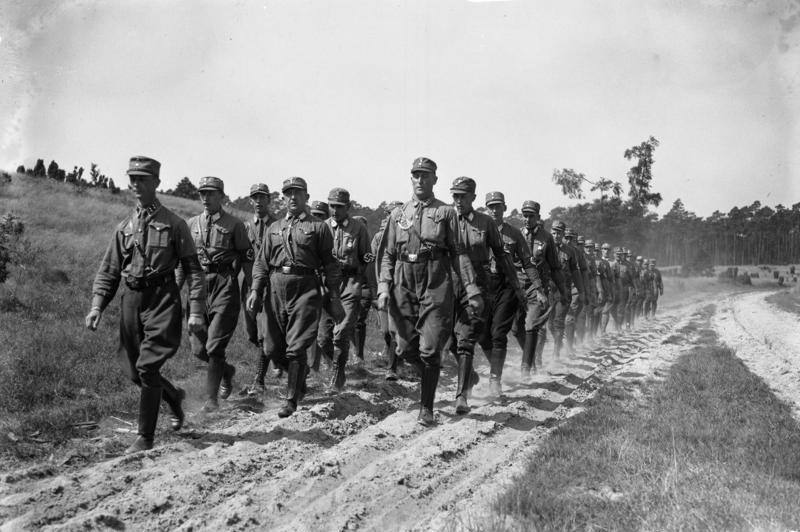
Члены СА маршируют в поле. 1932 г.
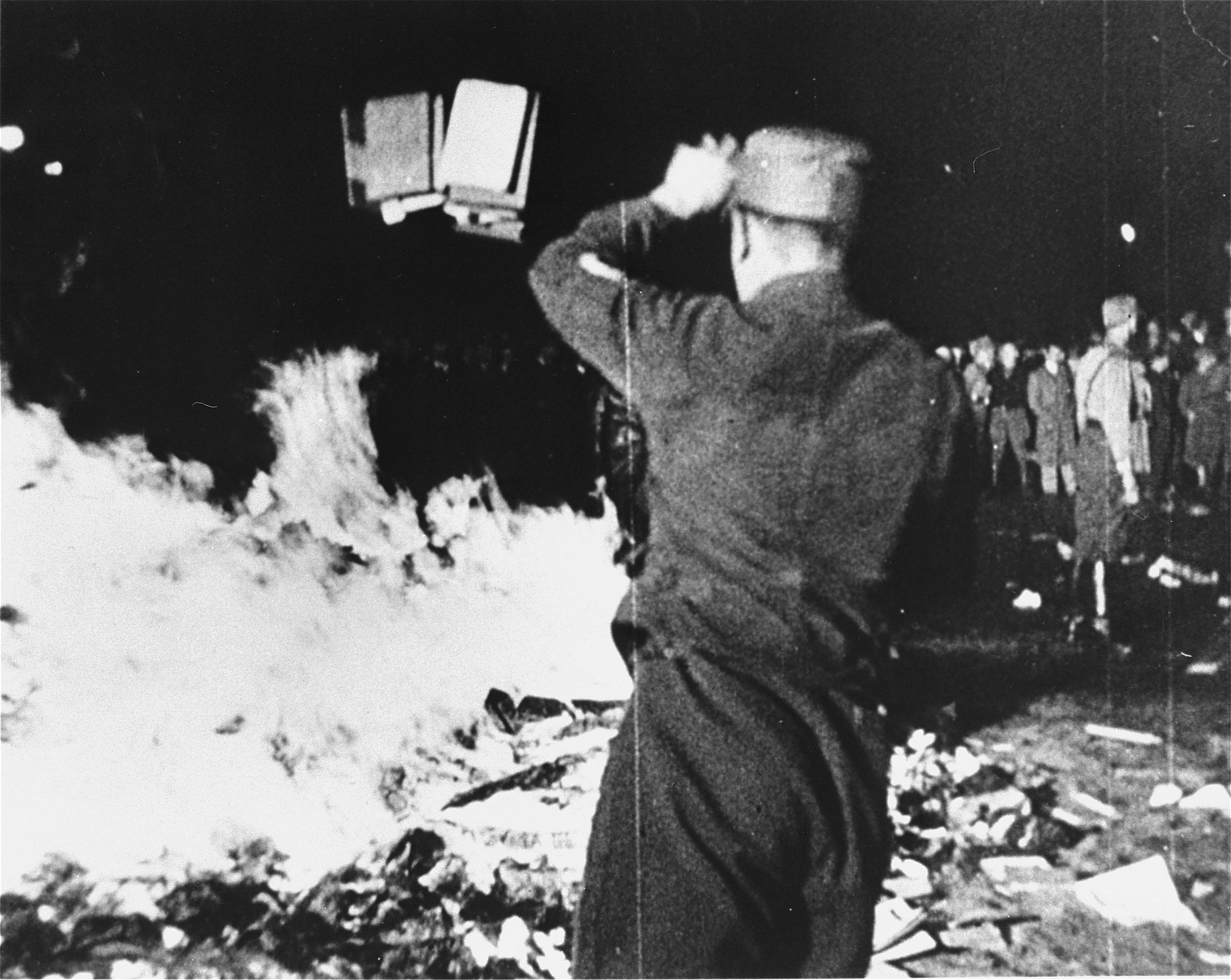
Активное участие бойцов СА в сожжении запрещённых книг. Берлин, 10 мая 1933 г.
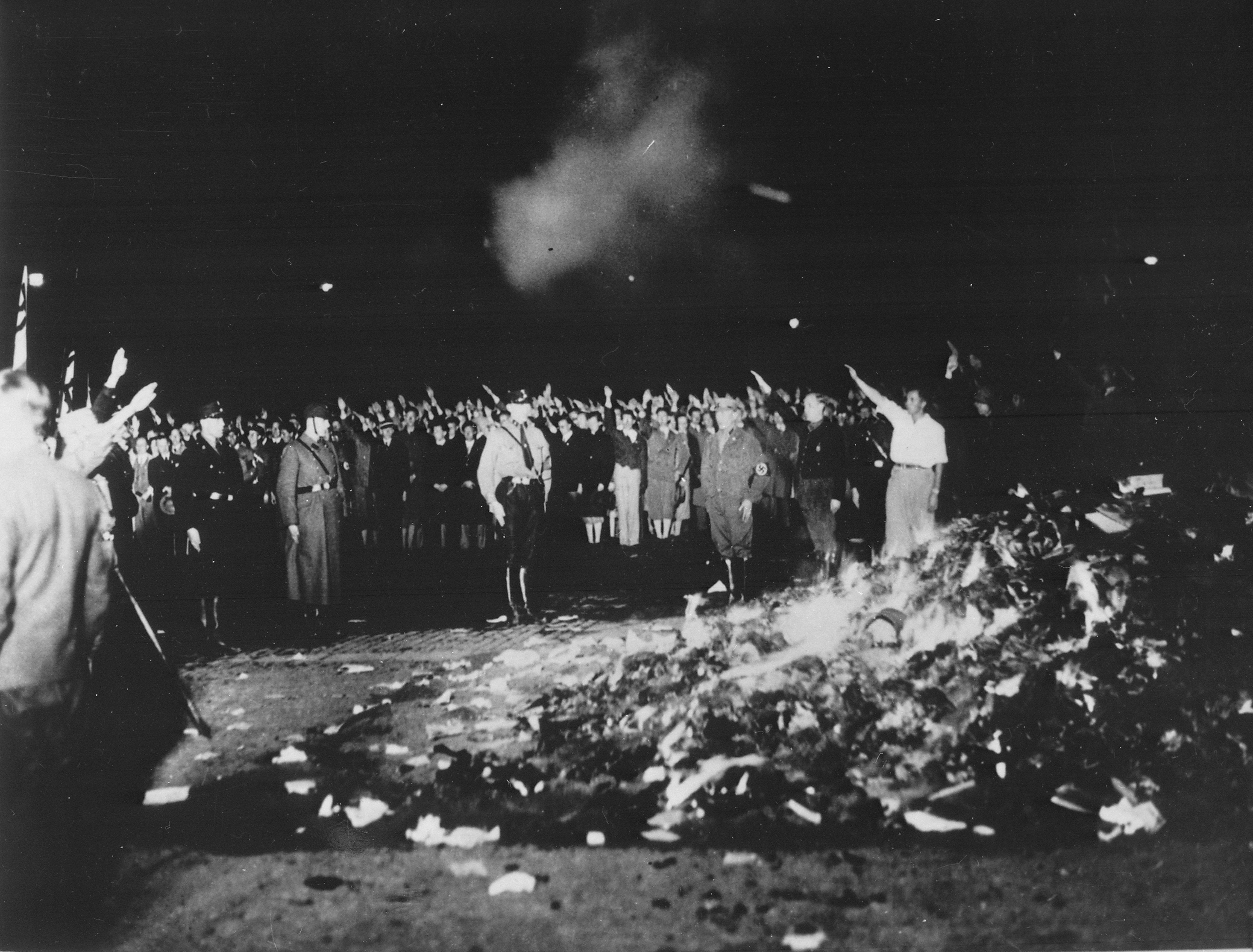
Члены партии и студенты университета приветствуют Гитлера во время кампании по сжиганию книг на Бебельплац в Берлине 10 мая 1933 года.
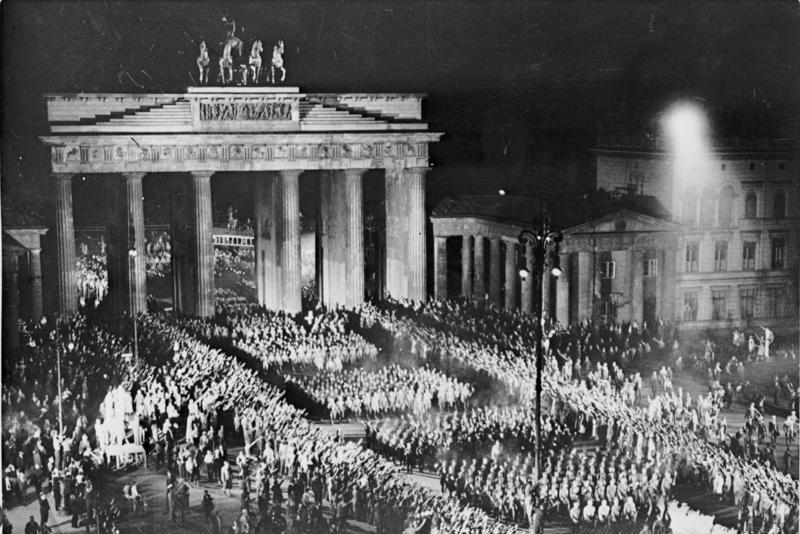
Парад войск СА у Бранденбургских ворот в Берлине в 1930-х годах.
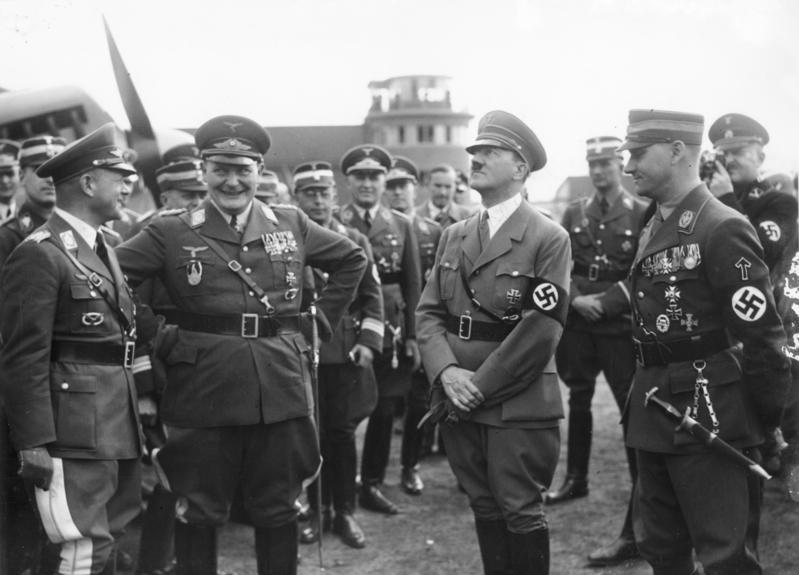
Инспекция истребительной эскадрильи "Хорст Вессель" в 1936 г. Слева направо: генерал-лейтенант Эрхард Мильх, генерал авиации Герман Геринг, Адольф Гитлер и Виктор Лютце (глава СА 1934-1943 гг).
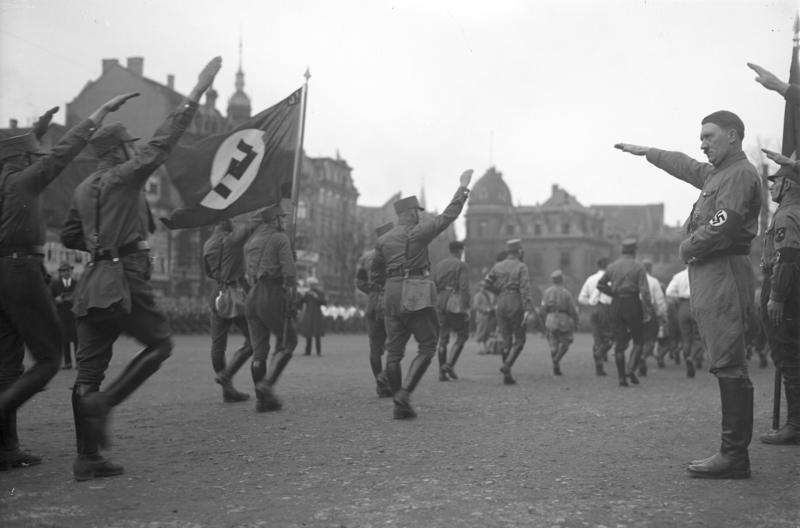
Гитлер и Бойцы  СА в Брауншвейге. 1932 г.
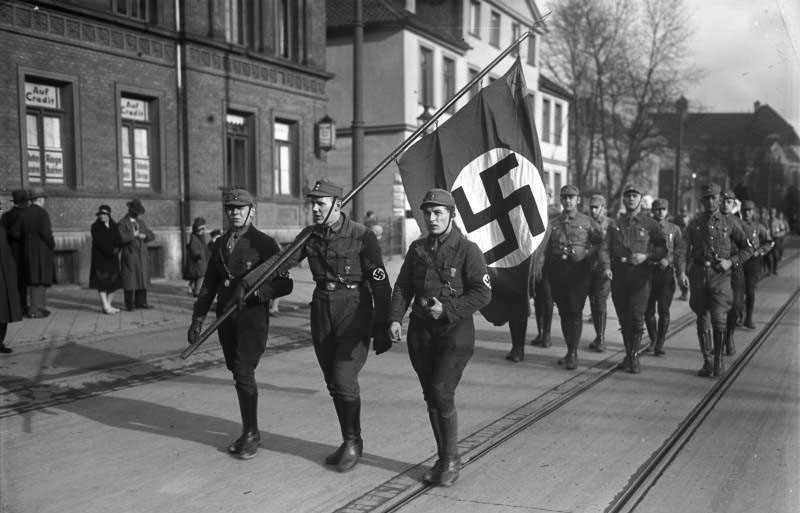
Бойцы СА маршируют в Брауншвейге. 1932 г.

.